# كريستيان أنان
كريستيان أنان (بالإنجليزية: Christian Annan) (3 مايو 1978 بأكرا في غانا - ) هو لاعب كرة قدم غاني في مركز الهجوم. شارك مع منتخب هونغ كونغ تحت 23 سنة لكرة القدم ومنتخب هونغ كونغ لكرة القدم. أما مع النوادي، فقد لعب مع نادي كيتشي ونادي تاي بو ونادي إيسترن سبورتس.

## وصلات خارجية
- كريستيان أنان على موقع قاعدة بيانات كرة القدم.إي يو (الإنجليزية)
- كريستيان أنان على موقع ناشيونال فوتبول تيمز (الإنجليزية)
- كريستيان أنان على موقع Soccerway.com (الإنجليزية)